# Luisa Bradshaw-White
Luisa Bradshaw-Whit es una actriz inglesa, más conocida por haber interpretado a Kira en This Life y a Lisa Fox en la serie Holby City. 

## Biografía
Es hija de Anthony Bradshaw-White.
Estudió en el "Haydon School" en Pinner.
Es abiertamente lesbiana. En 2006 comenzó a salir con Annette Yeo, con quien más tarde se comprometió. La pareja tiene dos hijas adoptivas. En julio de 2015, la pareja finalmente se casó.

## Carrera
En 1991 se unió al elenco de la serie Grange Hill, donde interpretó a la estudiante Maria Watts hasta 1994. En 1996 dio vida a Kira en la serie This Life. En 1997 apareció junto al actor Ramon Tikaram en el video musical "Something About the Way you Look Tonight" de Elton John. En 1999 interpretó a la oficial de policía Lorna Rose en la primera temporada de la serie Bad Girls.
En 2001 se unió al elenco principal de la cuarta temporada de la serie médica Holby City, donde dio vida a la partera Lisa Fox hasta 2005.
El 18 de noviembre de 2013, se unió al elenco principal de la popular serie EastEnders, donde interpreta a Tina Carter hasta ahora.

## Filmografía

### Series de televisión
| Año         | Título                | Personaje      | Notas                                       |
| ----------- | --------------------- | -------------- | ------------------------------------------- |
| 2013 - 2020 | EastEnders            | Tina Carter    | 235 episodios                               |
| 2012        | Homefront             | Nicki          | 2 episodios - miniserie                     |
| 2011        | Doctors               | Hannah Hampson | episodio "Pretending to See the Future"     |
| 2001 - 2005 | Holby City            | Lisa Fox       | 130 episodios                               |
| 2005        | Casualty @ Holby City | Lisa Fox       | episodio "Interactive: Something We Can Do" |
| 2001        | London's Burning      | Lynne          | 2 episodios                                 |
| 2000        | In Defence            | Jackie Ellmann | episodio # 1.1                              |
| 1999        | Bad Girls             | Lorna Rose     | 7 episodios                                 |
| 1999        | Big Bad World         | Samantha       | 3 episodios                                 |
| 1997 - 1998 | Birds of a Feather    | Dawn           | 2 episodios                                 |
| 1998        | Grafters              | Debbie         | episodio # 1.6                              |
| 1997        | The Bill              | Paula Davies   | episodio "Force"                            |
| 1996 - 1997 | This Life             | Kira           | 31 episodios                                |
| 1997        | A Touch of Frost      | Joanna Lawson  | episodio "No Other Love"                    |
| 1997        | The Brittas Empire    | Angie          | episodio "Exposed"                          |
| 1995        | Faith in the Future   | Seguidora      | episodio "Food of Love"                     |
| 1991 - 1994 | Grange Hill           | Maria Watts    | 60 episodios                                |

### Películas
| Año  | Título                 | Personaje | Notas                                                                                           |
| ---- | ---------------------- | --------- | ----------------------------------------------------------------------------------------------- |
| 2000 | Meaningful Sex         | Sadie     | corto - junto a Conleth Hill, Robert Webb, Sean Campion & Sara Stewart                          |
| 1999 | The Escort             | Evita     | junto a Daniel Auteuil, Stuart Townsend, Noah Taylor, Claire Skinner, Keith Allen & Ben Whishaw |
| 1998 | Wonderful World        | Natalie   | corto - junto a Neve McIntosh & Patrick O'Kane                                                  |
| 1988 | A Friendship in Vienna | Herte     | junto a Jane Alexander, Edward Asner, Natasha Bell & Helen Bourne                               |

### Teatro
| Año | Obra        | Personaje | Director (a)  | Teatro            | Notas                                                                                          |
| --- | ----------- | --------- | ------------- | ----------------- | ---------------------------------------------------------------------------------------------- |
| -   | Richard III | -         | Guy Retallack | Pleasance Theatre | junto a Eddie Marsan, Ben Walden, Michael Matus, Margaret Robertson, David Weston & Ruth Platt |